# Mariä Heimsuchung (Hohenlinden)

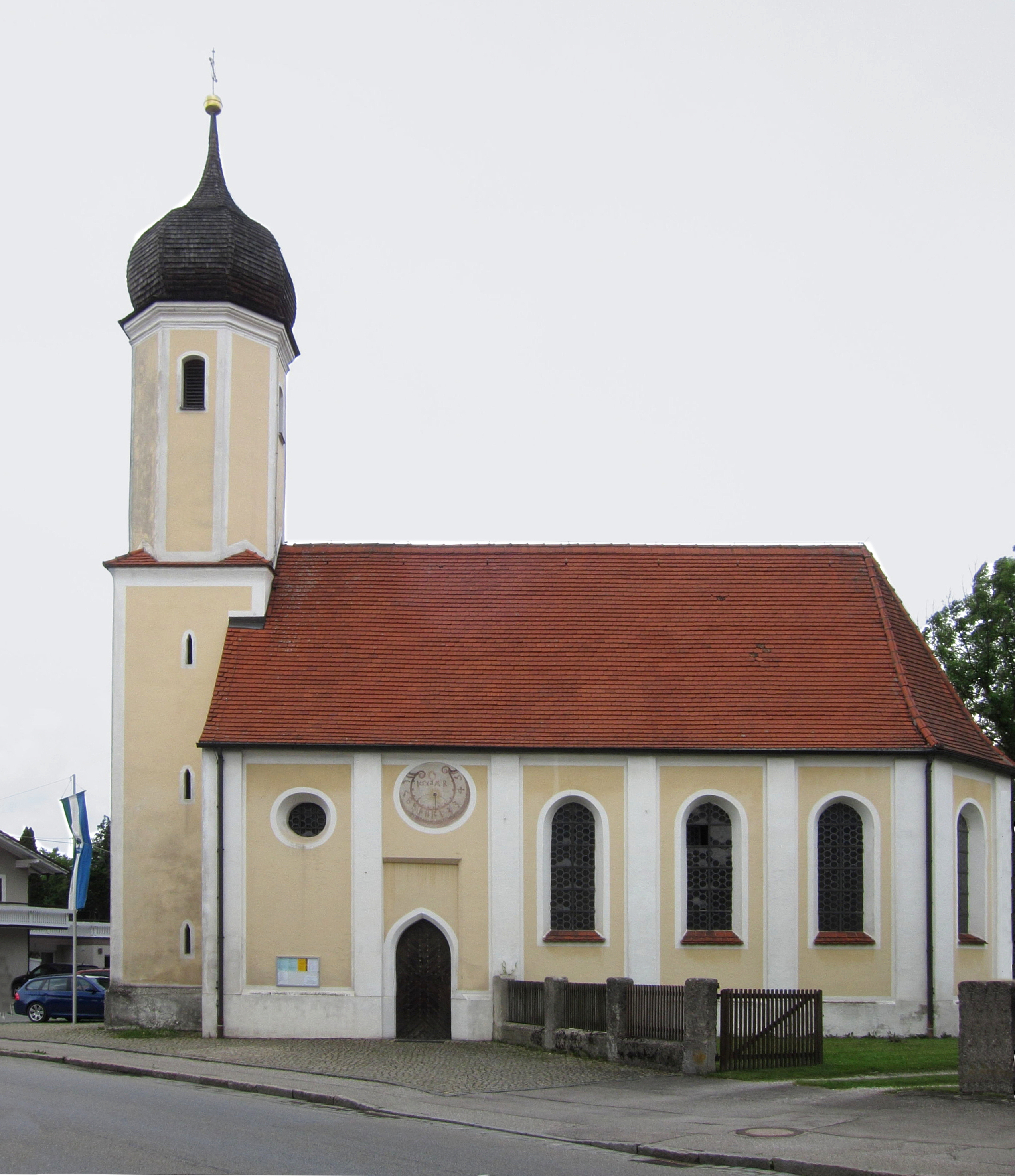
Mariä Heimsuchung in Hohenlinden

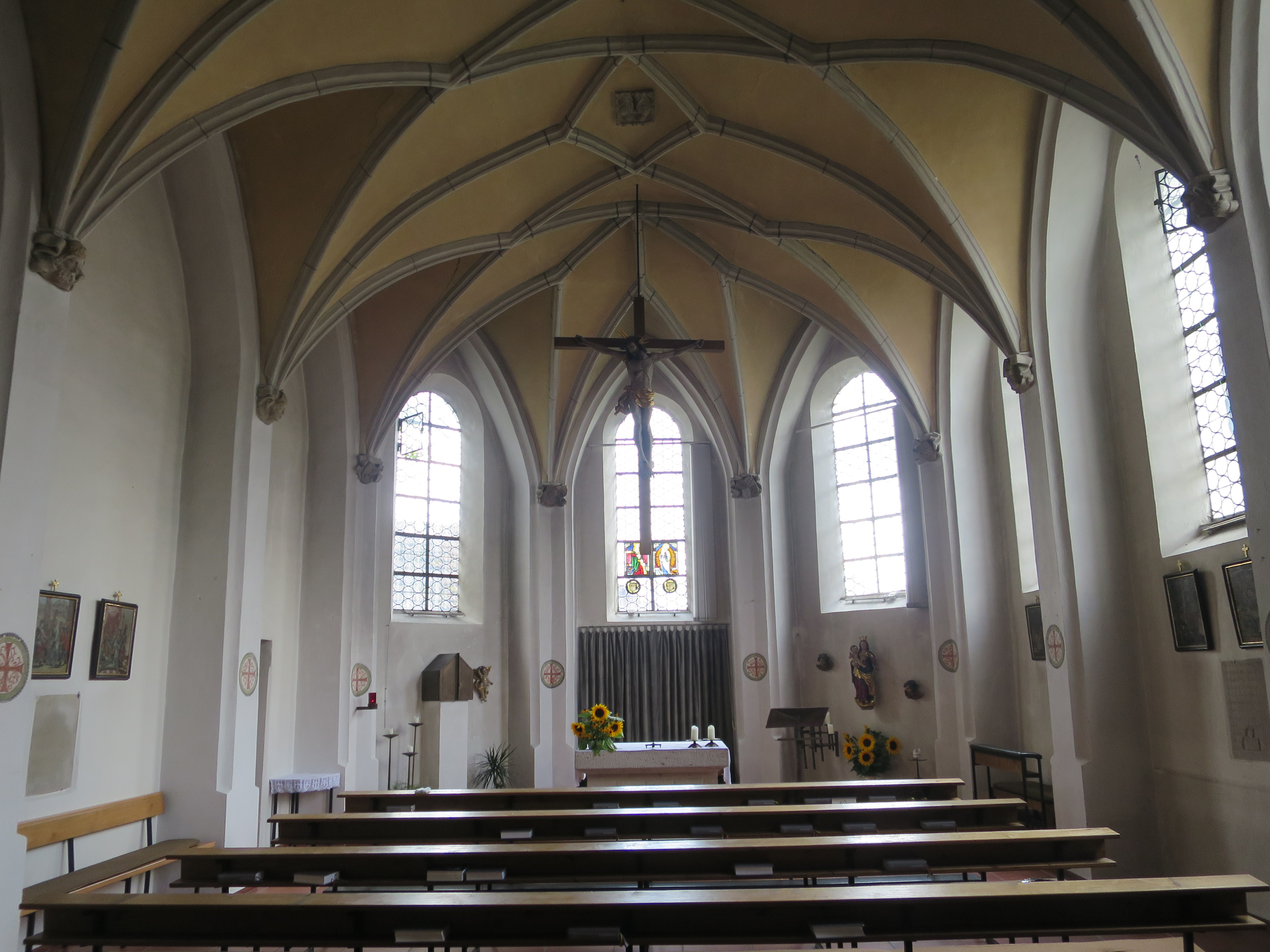
Innenraum

Die römisch-katholische Filialkirche Mariä Heimsuchung steht in Hohenlinden, einer Gemeinde im oberbayerischen Landkreis Ebersberg. Das Bauwerk ist in der Liste der Baudenkmäler in Hohenlinden als Baudenkmal unter der Nr. D-1-75-123-2 eingetragen. Die Kirche gehört zum Pfarrverband Maria-Tading im Dekanat Erding des Erzbistums München und Freising.

## Beschreibung
Die spätgotische Saalkirche wurde 1489 unter der Leitung des Baumeisters Ulrich Randeck erbaut. Sie besteht aus dem mit Lisenen gegliederten fünfjochigen Langhaus, dem ebenfalls mit einer Lisenengliederung versehenen dreiseitig geschlossenen Chor im Osten, der Sakristei an der Nordwand des Chors und dem Kirchturm auf quadratischem Grundriss im Westen. Der Turm wurde im Barock um ein achteckiges Geschoss für den Glockenstuhl mit vier Glocken erhöht. Eine mit Schindeln gedeckte Zwiebelhaube schließt den Turm ab.
Der Innenraum ist mit einem auf Konsolen ruhenden Netzgewölbe überspannt. Im Chor hängt ein Kruzifix aus dem 15. Jahrhundert von der Decke. Einen alten Hochaltar gibt es in der Kirche nicht mehr. Er wurde 1903 abgebaut und in der neuen Pfarrkirche St. Josef zunächst als provisorischer Hauptaltar und später als linker Seitenaltar aufgestellt. Das Vorhaben, die alte Kirche Mariä Heimsuchung abzureißen, wurde jedoch aufgegeben.
Die fünfregistrige Orgel wurde 1993 von Orgelbau Vleugels gebaut.